# Margarete Gräfin Keyserlingk
Margarete Gräfin Keyserlingk, geb. Hirt, (* 13. Juni 1879 auf Gut Cammerau bei Schweidnitz, Schlesien; † 13. Februar 1958 in Baden-Baden) war eine deutsche Frauenrechtlerin und DNVP-Politikerin.

## Leben
Sie war das einzige Kind von Wilhelm Hirt (1847–1908) und der Magdalena Websky, die aus einer Familie von Fabrikanten und Gutsbesitzern stammte, ein Familienzweig wurde nobilitiert. Der Vater Handelskammer (Schweidnitz) war Besitzer des Gutes Cammerau in Schlesien, Mitbegründer des Bundes der Landwirte und preußischer Landtagsabgeordneter war. Ihr Großvater war der Verleger Ferdinand Hirt. Mit 21 Jahren heiratete sie den damaligen Landrat des ostpreußischen Kreises Fischhausen im Samland, Robert von Keyserlingk-Cammerau (1866–1959), der 1910 Regierungspräsident des Regierungsbezirks Königsberg wurde und 1918 die DNVP mit gründete.
Ab 1924 vertrat Margarete von Keyserlingk den Landfrauenverband im Bund Deutscher Frauenvereine, wo sie versuchte, deutschnationale Frauen enger an den Bund heranzuführen. Sie gründete die Zentrale der Landfrauen und repräsentierte die deutsche Frauenbewegung auf dem internationalen Frauenkongress in Washington 1925; 1927 ging sie mit ihrem Mann nach Rom zur Tagung des Internationalen Agrarinstitutes. 1928 kandidierte sie für die DNVP, für den 3. Wahlkreis Potsdam II, für den Deutschen Reichstag. 1929 war sie Mitbegründerin des Welt-Landfrauenbundes mit 5,5 Mio. Mitgliedern. 

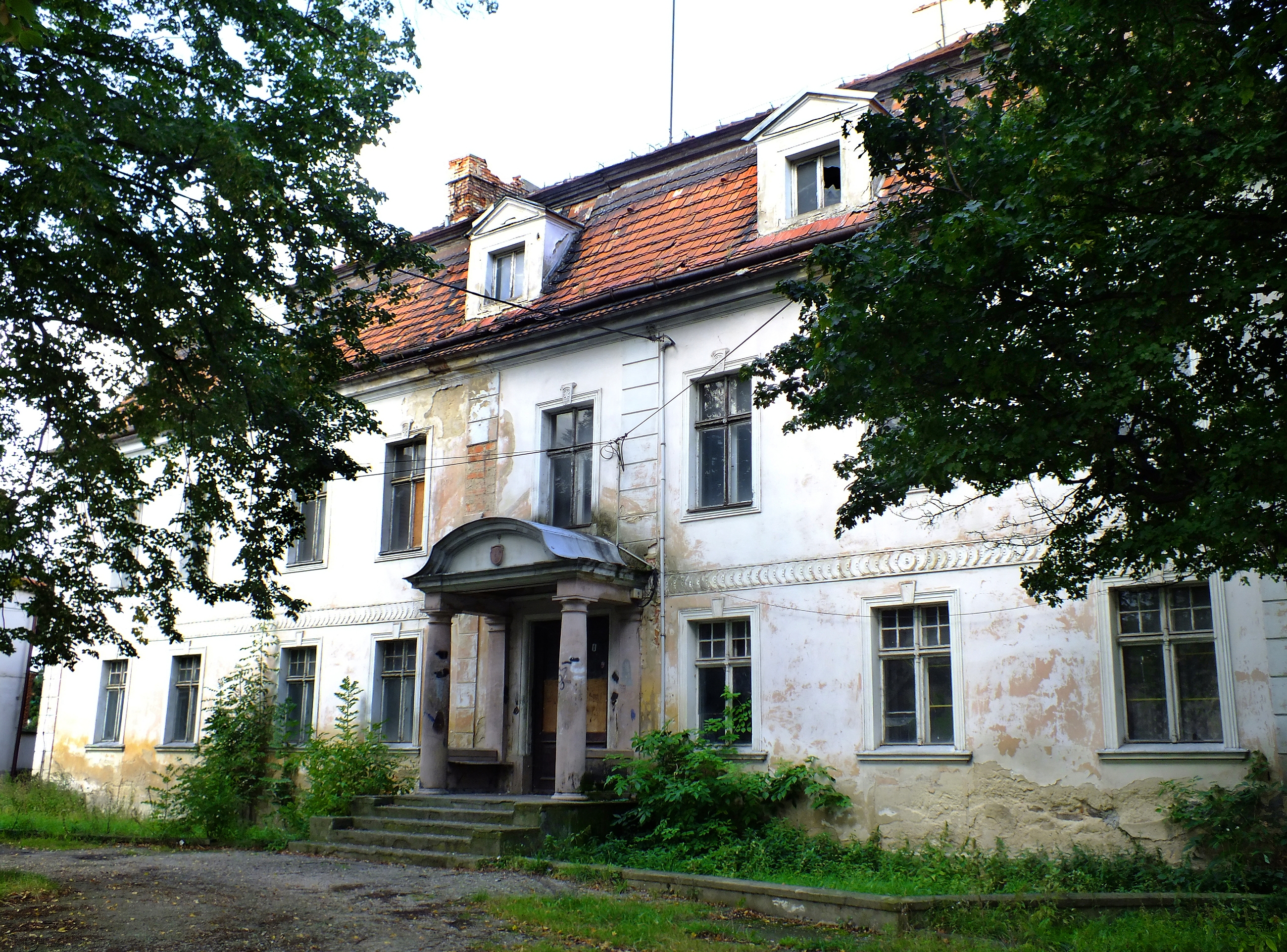
Schloss Cammerau

Bis Kriegsende lebte sie auf Schloss Cammerau bei Schweidnitz. Ihr Besitz, Gut Cammerau mit dem Helenevorwerk, hatte eine Größe von 432 ha, ihr Mann war Bevollmächtigter, Fritz Seidel als Inspektor der Verwalter und Güterdirektor.
1945 wurde sie vertrieben und lebte anschließend in Baden-Baden, wo sie 1958 im Familienkreis starb. Sie hinterließ ihren Mann, gemeinsame Kinder und Enkel. Ihre 1901 geborene Tochter Doris war mit dem Jagdflieger Lothar von Richthofen verheiratet. 1950 wurde sie zum Ehrenmitglied des Welt-Frauenlandbund ernannt, in Kopenhagen.

## Genealogie
- Hans Friedrich von Ehrenkrook, Jürgen von Flotow, u. a.: Genealogisches Handbuch der Gräflichen Häuser. B (Briefadel). 1953. Band I, Band 6 der Gesamtreihe GHdA, Hrsg. Deutsches Adelsarchiv, C. A. Starke, Glücksburg (Ostsee) 1953, S. 211.
- Gothaisches Genealogisches Taschenbuch der Gräflichen Häuser. Zugleich Adelsmatrikel der D.A.G. Teil B (Briefadel). 1941. Jg. 114, Justus Perthes, Gotha 1940, S. 241.